# Мозаика Амманна — Бинкера

Мозаика A5 Амманна

Мозаика Амманна — Бинкера — непериодическая мозаика, которая может быть получена либо с помощью апериодичного множества протоплиток, как это сделал Роберт Амманн в 1970-х годах, либо с помощью метода «вырезать-и-спроецировать», как было сделано независимо Ф. П. М. Бинкером. Поскольку все мозаики, полученные с помощью этих плиток, не периодичны, мозаики Амманна-Бинкера считаются не периодичными. Они входят в пять множеств мозаик, найденных Амманном, и описаны в книге Tilings and Patterns.
Мозаики Амманна — Бинкера имеют многие свойства, подобные более знаменитым мозаикам Пенроуза. Из них наиболее заметны:
- Непериодичность, что означает отсутствие любой трансляционной симметрии.
- Любая конечная область (фрагмент) мозаики появляется бесконечное число раз в этой мозаике и, фактически, в любой другой мозаике. Таким образом, бесконечные мозаики все выглядят похожими друг на друга, если рассматривать только конечные фрагменты.
- Они являются квазикристаллическими — как физическая структура мозаика Амманна-Бинкера даёт дифракцию Брэгга. Дифрактограмма показывает как лежащую в основе восьмикратную симметрию, так и дальний порядок. Этот порядок отражает факт, что мозаики организованы не через трансляционную симметрию, а через процесс, иногда называемый «уменьшением» или «наполнением».

Были предложены различные методы описания мозаик — правила соответствия, подстановки, вырезка и проекция и покрытия. В 1987 году Ванг, Чен и Куо объявили об открытии квазикристаллов с восьмиугольной симметрией.

## Описание плиток

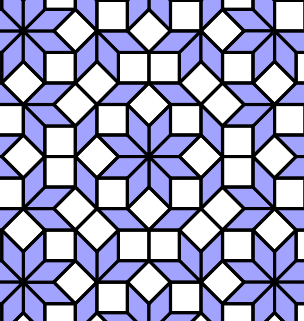
Увеличенная мозаика

Эта мозаика существует как двумерная ортогональная проекция четырёхмерной, построенной из 16

Общепринятый выбор набора плиток для мозаик Амманна — Бинкера включает ромбы с углами 45º и 135º (эти ромбы показаны синим цветом на рисунке вверху страницы) и квадраты (показаны белым цветом). Квадраты можно разделить на пары равнобедренных прямоугольных треугольников. (Это сделано на рисунке выше.) Правила соответствия или отношения подстановки для этих квадратов/треугольников, однако не отражают всех симметрий.
Фактически правила соответствия для плиток даже не отражают зеркальные симметрии, обеспечиваемые правилами подстановки.
 Правила подстановки для обычного набора плиток.
Альтернативный набор плиток, обнаруженный также Амманном и обозначенный «Ammann 4» у Грюнбаума и Шепарда, состоит из двух невыпуклых фигур с прямыми углами. Одна фигура представляет собой два пересекающихся по меньшему квадрату квадрата, в то время как вторая состоит из квадрата с дополнительным квадратиком на стороне. Рисунок ниже показывает фигуры и фрагменты мозаики.
 Правило подстановки для альтернативного набора плиток.
 Связь между двумя наборами плиток.
Кроме стрелок на рёбрах обычного набора плиток, правила соответствия для обоих наборов можно выразить путём задания частей больших стрелок в вершинах и требования их сборки в полную стрелку.
Катц изучал другие мозаики, получающиеся при отказе от ограничений в вершинах и сохранении только ограничений на стрелки на рёбрах. Поскольку эти требования выполняются правилами подстановки, любая новая мозаика имеет бесконечную последовательность «увеличенных» копий, получаемых последовательным применением правил подстановки. Каждая мозаика в этой последовательности неотличима от истинной мозаики Амманна — Бинкера в большем масштабе. Поскольку некоторые из этих мозаик периодичны, отсюда следует, что никакие рисунки на плитках, вынуждающих построение не периодичной мозаики, не могут быть определены, если рассматривать конечное число плиток. Ориентация стрелок при вершинах, вынуждающая построение не периодичной мозаики, таким образом, может быть выведена только из полной бесконечной мозаики.
Мозаика имеет также экстремальным свойством — среди мозаик, ромбы которых чередуются (то есть, если два ромба смежны или разделены рядом квадратов, они имеют различную ориентацию), пропорция квадратов минимальна в мозаике Амманна — Бинкера.

## Числа Пелля и Серебряное сечение
Мозаика Амманна — Бинкера тесно связана с серебряным сечением ({\displaystyle 1+{\sqrt {2}}}) и числами Пелля.
- Схема подстановки[англ.] {\displaystyle R\to RrR;r\to R} представляет отношение как величину масштаба — её матрица является матрицей подстановки Пелля, и последовательность слов, полученных подстановкой, имеет свойство, что число элементов {\displaystyle r} и {\displaystyle R} равно последовательным числам Пелля.
- Собственные значения матрицы подстановки равны {\displaystyle 1+{\sqrt {2}}} и {\displaystyle 1-{\sqrt {2}}}.
- В альтернативном наборе плиток длинная сторона в {\displaystyle 1+{\sqrt {2}}} раз длиннее коротких сторон.
- Одно множество «червей Конвея», образованных короткими и длинными диагоналями ромбов, дают вышеупомянутые строки, где r обозначает короткую диагональ, а R — длинную[8].

 Полосы Амманна для обычных плиток. Если жирные внешние отрезки взять как {\displaystyle 2{\sqrt {2}}} единицы длины, полосы делят рёбра на отрезки длиной {\displaystyle 1+{\sqrt {2}}} и {\displaystyle {\sqrt {2}}-1}.
 Полосы Амманна для альтернативных плиток. Заметим, что полосы для асимметричной плитки частично выходят за пределы плитки.

## Построение «вырезать и спроецировать»
Соты из гиперкубов имеют восьмикратную вращательную симметрию, соответствующую восьмикратной вращательной симметрии тессеракта. Матрица вращения, соответствующая этой симметрии:
{\displaystyle A={\begin{bmatrix}0&0&0&-1\\1&0&0&0\\0&-1&0&0\\0&0&-1&0\end{bmatrix}}.}
Преобразование этой матрицы к новым координатам посредством
{\displaystyle B={\begin{bmatrix}-1/2&0&-1/2&{\sqrt {2}}/2\\1/2&{\sqrt {2}}/2&-1/2&0\\-1/2&0&-1/2&-{\sqrt {2}}/2\\-1/2&{\sqrt {2}}/2&1/2&0\end{bmatrix}}} даёт:
{\displaystyle BAB^{-1}={\begin{bmatrix}{\sqrt {2}}/2&{\sqrt {2}}/2&0&0\\-{\sqrt {2}}/2&{\sqrt {2}}/2&0&0\\0&0&-{\sqrt {2}}/2&{\sqrt {2}}/2\\0&0&-{\sqrt {2}}/2&-{\sqrt {2}}/2\end{bmatrix}}.}
Эта третья матрица соответствует вращению на 45° (в первых двух координатах) и на 135° (в других двух). Мы можем теперь получить мозаику Амманна — Бинкера путём проецирования граней гиперкубов на первые две или две последние координаты.
Альтернативно, мозаику Амманна — Бинкера можно получить путём помещения ромбов и квадратов вокруг точек пересечения пар одинаковых квадратных ячеек, расположенных под углом 45º. Эти две техники были разработаны Бинкером в его статье.
Построение Клотца — это связанное вложение высоких размерностей в соты из гиперкубов, как подробно описано в статье Бааке и Джозефа. Восьмиугольную область принятия тогда далее можно разбить на части, каждая из которых даёт в точности одну вершинную конфигурацию. Более того, относительная площадь любой из этих областей соответствует частоте встречаемости соответствующей вершины в бесконечной мозаике.
| Область принятия и соответствующая вершинная конфигурация                           | Область принятия и соответствующая вершинная конфигурация                           |
| ----------------------------------------------------------------------------------- | ----------------------------------------------------------------------------------- |
| Мозаика Амманна-Бинкера, область принятия и соответствующая вершинная фигура, тип A | Мозаика Амманна-Бинкера, область принятия и соответствующая вершинная фигура, тип B |
| Мозаика Амманна-Бинкера, область принятия и соответствующая вершинная фигура, тип C | Мозаика Амманна-Бинкера, область принятия и соответствующая вершинная фигура, тип D |
| Мозаика Амманна-Бинкера, область принятия и соответствующая вершинная фигура, тип E | Мозаика Амманна-Бинкера, область принятия и соответствующая вершинная фигура, тип F |